# Brackenbruch bei Hergershausen
Der Brackenbruch bei Hergershausen ist ein Naturschutzgebiet in den Gemarkungen Sickenhofen  und Hergershausen (Stadt Babenhausen), im Landkreis Darmstadt-Dieburg in Südhessen. Das Schutzgebiet wurde mit Verordnung vom 25. Oktober 1999 ausgewiesen.

## Lage
Das Naturschutzgebiet „Brackenbruch bei Hergershausen“ liegt im Naturraum Untermainebene – Gersprenzniederung. Es befindet sich etwa 1,5 Kilometer nordnordwestlich von Hergershausen und etwa 2 Kilometer nordwestlich von Sickenhofen und erstreckt sich entlang des Bachlaufs der Lache. Das Schutzgebiet hat eine Fläche von 52,32 Hektar.

## Schutzzweck
Durch die Unterschutzstellung soll ein charakteristischer, durch regelmäßige Überflutungen gekennzeichneter Auenbereich mit unterschiedlichen Gewässertypen, extensiv genutztem Feuchtgrünland, Feuchtbrachen und angrenzenden, teilweise der Sukzession überlassenen Waldflächen erhalten werden. Diese Biotope sind Lebensraum für zahlreiche, in ihrem Bestand bedrohte Tier- und Pflanzenarten. Pflegeziele sind eine extensive Grünlandnutzung sowie die naturnahe Waldbewirtschaftung mit Entwicklung zu einem standorttypischen Stieleichen-Hainbuchen-Wald. Als Lebensraum für Lebewesen der Zerfallsphase sollen Teile des Waldes nicht genutzt werden.

## Bedeutung
Das Schutzgebiet umfasst mehrere Waldwiesen mit Flachwässern und naturnahe Waldbereiche. Seit 2008, novelliert 2016, ist das Naturschutzgebiet eingebettet in die größeren Natura2000-Gebiete „Untere Gersprenz“ (FFH-Gebiet 6019-303) bzw. „Untere Gersprenzaue“ (EU-Vogelschutzgebiet 6119-401), Teilfläche Hergershausen.

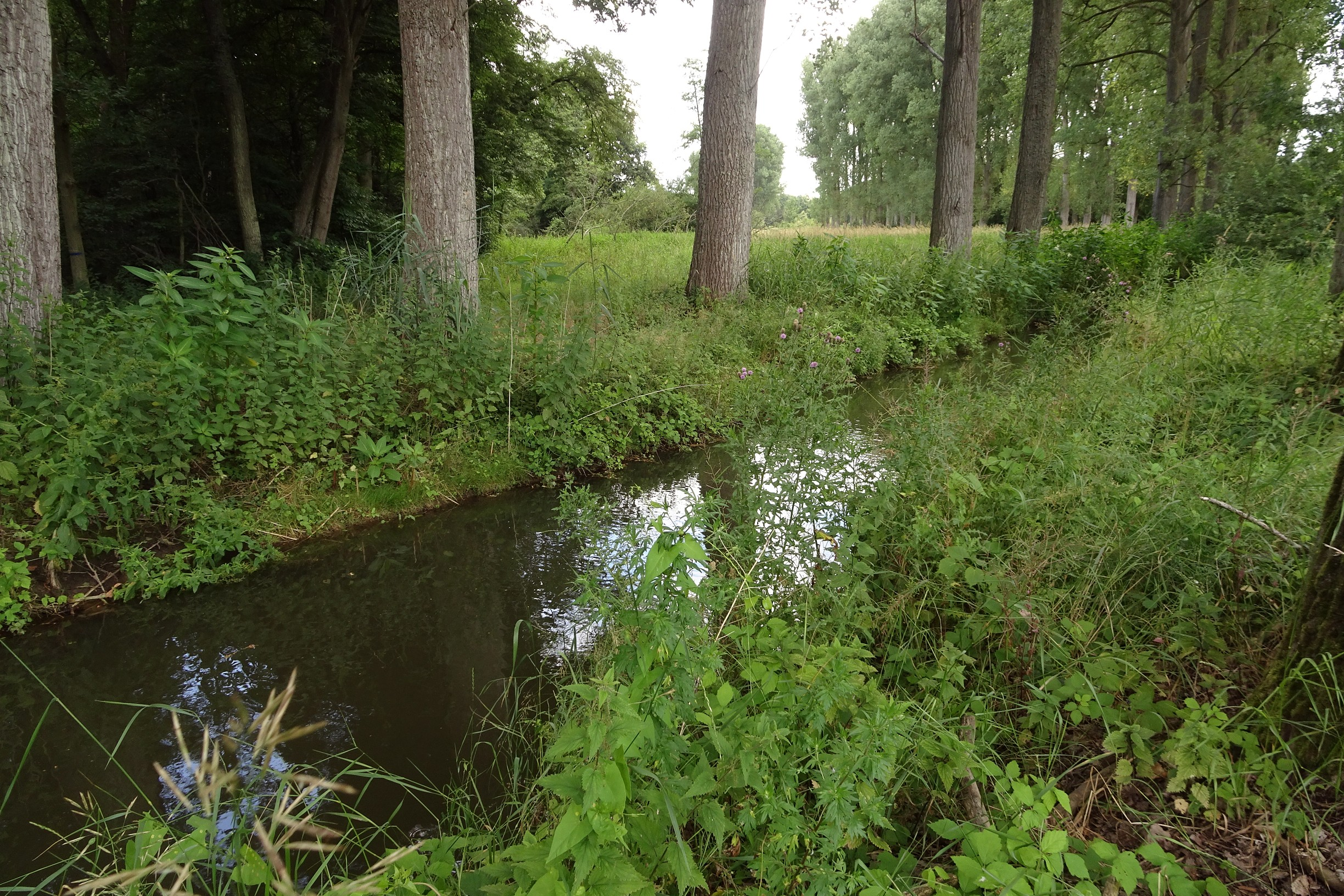
Bachlauf der Lache am Westrand des Naturschutzgebietes (2020)
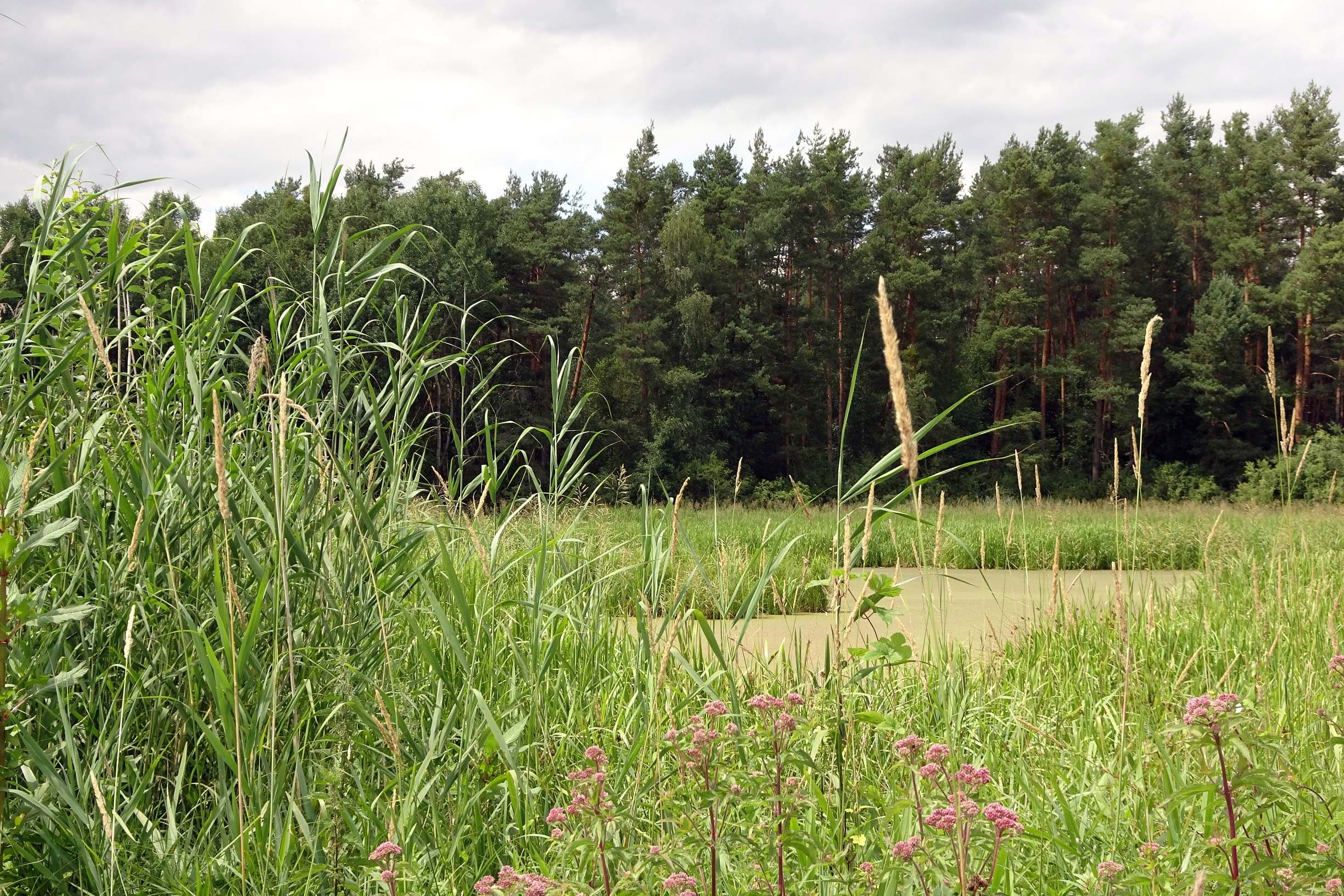
Schilfbestände, Gewässer und Feuchtwiesen (2020)